# Pirates of the Caribbean: At World’s End Remixes
Pirates Of The Caribbean: At World’s End. Remixes — мини-альбом, выпущенный в 2007 году. В альбом вошли ремиксы диджея Пола Окенфолда, электронного дуэта The Crystal Method и музыканта Рейланда Эллисона на музыкальную тему «Jack Sparrow», написанную композитором Хансом Циммером для фильма студии Уолта Диснея «Пираты Карибского моря: На краю Света».

## Список композиций

### CD
1. «Jack’s Suite» (Paul Oakenfold Mix) — 6:51
2. «Jack’s Suite» (Paul Oakenfold Mix Radio Edit) — 3:38
3. «Jack’s Suite» (The Crystal Method Mix) — 6:04
4. «Jack’s Suite» (The Crystal Method Mix Radio Edit) — 3:47
5. «Pirates Live Forever» (Ryeland Allison Remix) — 5:43

### Vinyl
1. A — «Jack’s Suite» (Paul Oakenfold Remix) — 6:49
2. B — «Jack’s Suite» (The Crystal Method Remix) — 6:02